# Paracomitas
Paracomitas là một chi ốc biển, là động vật thân mềm chân bụng sống ở biển trong họ Turridae.

## Các loài
Các loài thuộc chi Paracomitas bao gồm:
- Paracomitas augusta (Murdock & Suter, 1906)[2]
- Paracomitas gypsata (Watson, 1881)[3]
- Paracomitas undosa (Schepman, 1913)[4]